# 碓氷悟史
碓氷悟史（うすい さとし、1944年3月27日- ）は、日本の公認会計士・会計学者。亜細亜大学名誉教授。

## 略歴
東京都生まれ。1967年亜細亜大学商学部商学科卒業、1972年明治大学大学院商学研究科商学専攻博士課程単位取得退学、亜細亜大学経営学部専任講師、1975年助教授、1980年教授となり、1983-1988年日本経済短期大学教授、1999-2001年、2003-2004年亜細亜大学短期大学部教授、その間は亜細亜大学教授。2015年定年となり、名誉教授。

## 著書
- 『体系財務諸表論理論演習 増補版』全経出版会 1978
- 『資本』同文館出版 現代会計実務シリーズ 1979
- 『組織的監査論』同文館出版 1984
- 『金融マンのための決算書の読み方 だれにもわかる速読速解のイラスト図解版』近代セールス社 1987
- 『金融マンに必要な消費税の知識 渉外活動に役立つ「消費税」の正しい読み方 仕組み・設例と計算』近代セールス社 1988
- 『相銀が変わる 普銀への転換と生き抜く戦略』近代セールス社 1988
- 『体系財務諸表論演習』白桃書房 1988
- 『誰にもできる財務診断の進め方 速読速解のイラスト図解版』近代セールス社 1988
- 『「業種別」消費税の理論と実務 渉外活動に役立つ「消費税」の正しい読み方 仕組み・設例と計算』近代セールス社 1989
- 『入門経営分析のやさしい練習帳 会社の未来が読める これだけ知っておけば十分』こう書房 1989
- 『頭のいい金融機関の利用法 独立起業者から小さな会社の経理マンまで はじめてやる資金調達の知識と方法』こう書房 1990
- 『監査理論研究 監視・監督・監査の統合理論』同文館出版 1992
- 『決算書の超かんたんな読み方 秘密は剰余金にあった!』中経出版 1992
- 『男を成功させる重点システム思考 成功者が必ずやっている戦略』中経出版 1993
- 『現代会計学講義』中央経済社 1996
- 『剰余金で読めるよい決算書悪い決算書』中央経済社 1996
- 『連結決算書の超かんたんな読み方 単独決算書とココが違う!』中経出版 2000
- 『アカウンタビリティ入門 説明責任と説明能力』中央経済社 2001
- 『簡単すぎる決算書の読み方 会社の危険信号は、ここを見ればわかる』河出書房新社 Kawade夢新書 2002
- 『日産のV字回復を会計で読む! トヨタ、ホンダとの比較と未来展望』中経出版 2003
- 『ROE不用論 真の株主資本と敵対的TOB等の予防策』中央経済社 2004
- 『この株を買えば安心配当を受けられます 銀行預金の代わりになる』中経出版 2005
- 『超かんたんな新会計基準による金融実務者のための決算書の読み方』近代セールス社 2005
- 『超かんたんな新会計基準による金融実務者のためのキャッシュ・フロー計算書の読み方』近代セールス社 2005
- 『敵対的合併・買収を防ぐ財務戦略 新会社法対応』中経出版 2007
- 『ここがツボ!3つの数字だけでわかる決算書の読み方 会計知識がなくても、IFRS適用会社の決算書も、かんたんに読める』同文舘出版 2015
- 『西武信用金庫はお客さまを絶対的に支援する』あさ出版 2016

### 共編著
- 『チェック・リストによる財務諸表作成と監査』山口年一共著 同文館出版 1975
- 『実用監査役監査の手ほどき』山口年一共著 日本経営出版会 企業会計入門講座 1976
- 『実用財務諸表作成の手ほどき』山口年一共著 日本経営出版会 企業会計入門講座 1976
- 『体系財務諸表作成と監査』山口年一共著 同文館出版 1979
- 『組織的監査の理論と実務』船津忠正共著 同文館出版 1980
- 『現代会計学入門』編著 中央経済社 1982
- 『現代簿記論入門』編著 中央経済社 1982
- 『簿記演習』原田高明共著 税務経理協会 税理士試験新傾向対策 1982
- 『税務会計入門』編著 同文館出版 1985
- 『現代原価計算論入門』菊谷正人、山口幸三共著 中央経済社 1986
- 『入門会計学テキスト』柴田寛幸共著 中央経済社 1999
- 『入門新会計基準テキスト』林雪華共著 中央経済社 2004
- 『賢い企業は拡大主義より永続主義 マーケティング論と会計学が同じ結論に達した』大友純共著 同文舘出版 2015

### 翻訳
- R.W.スケィペンズ『インフレーション会計 財務会計情報と管理会計情報』菊谷正人共訳 白桃書房 1987
- GAO『行財政改革と監査 米国GAO監査基準改訂版の全訳と解説』鈴木豊共著訳 白桃書房 1987